# Менса
Менса (лат. mensa - сто, са алузијом на округли сто) је најстарије и највеће међународно удружење високоинтелигентних појединаца. Резултат на тесту који кандидата квалификује за чланство у Менси јесте количник интелигенције (IQ) који износи (или је већи од) 131 по Векслеровој, 132 по Симон-Бинеовој, односно 148 по Кателевој скали. Претпоставља се да је то група која представља 2% од укупне светске популације према критеријумима који се одређују самим тестом.

## Историја
Менса је основана 1946. године у Енглеској. Њени оснивачи, аустралијски адвокат Роланд Берил (енгл. Roland Berrill) и енглески научник др Ланселот Вер (енгл. Lancelot Ware), желели су да створе удружење за натпросечно интелигентне особе које ће бити потпуно аполитично и ослобођено свих расних и религиозних предрасуда или разлика.
Од тих скромних почетака Менса је порасла у праву међународну организацију са 50 националних Менси широм света. Њено чланство броји око 134.000 (у преко 100 земаља) високо интелигентних појединаца са највећим бројем чланова у САД (≈57.000), Уједињеном Краљевству (≈21.000) и Немачкој (≈15.000).
2006. године Менса је на великом окупљању у Орланду, Флорида, обележила 60 година постојања.

## Циљеви и облици деловања
Као што је то описано у Менсином статуту њени основни циљеви су: да идентификује и развија људску интелигенцију за добробит човечанства; да подржи истраживање природе, карактеристика и употребе интелигенције; да обезбеђује подстицајну интелектуалну средину и друштвене услове за развој и унапређење људске интелигенције и својих чланова.
Менса има своју унутрашњу организацију. Међународна Менса делује кроз националне групе, док свака национална Менса има мање територијалне локалне групе. Комуникација међу члановима је интензивна и одвија се кроз окупљања локалних група. Чланови се окупљају у тзв. СИГ-ове (енгл. Special Interest Groups - Групе са специјалним интересима) који се могу оснивати како на локалном тако и на националном нивоу. Заједнички интереси чланова варирају па самим тим и врсте СИГ-ова. Међународна Менса као и њене националне групе редовно објављују билтене (претежно за своје чланове) у којима су описане дотадашње и будуће активности, као и чланци разноврсног садржаја. Менса настоји да својим најистакнутијим члановима обезбеди адекватне стипендије, а редовно се организују и разна књижевна или слична такмичења.

## Менса на нашим просторима
Прва Менса на овим просторима основана је 1989. године у Загребу, и била је то Менса Југославије. Због политичких прилика 90-их Менса Југославије се распада. Део чланства у Србији био је заинтересован за обнову Менсе. Напорима појединих чланова и уз помоћ Менсе Словачке одржан је низ тестирања и 1997. учињени су конкретнији кораци ка званичној обнови Менсе Југославије. Менса Југославије је коначно обновљена 1998. у Новом Саду где јој је и данас седиште.
После промене назива државе и Менса на овим просторима постаје Менса Србије. Она је пуноправни члан Mense International, односно њена национална група. Председник Менсе Србије од 2008. до 2011. био је Урош Петровић, а тренутно је на тој функцији Александра Боровић. Менса Србије сваке године има преко хиљаду чланова, а издавала је и сопствено гласило - часопис „MozaIQ”, који је 2020. године трансформисан у дигитални портал, те се папирната издања више не налазе у оптицају.
Менса Србије је организовала неколико међународних скупова и конференција.